# Luz verde (cine)

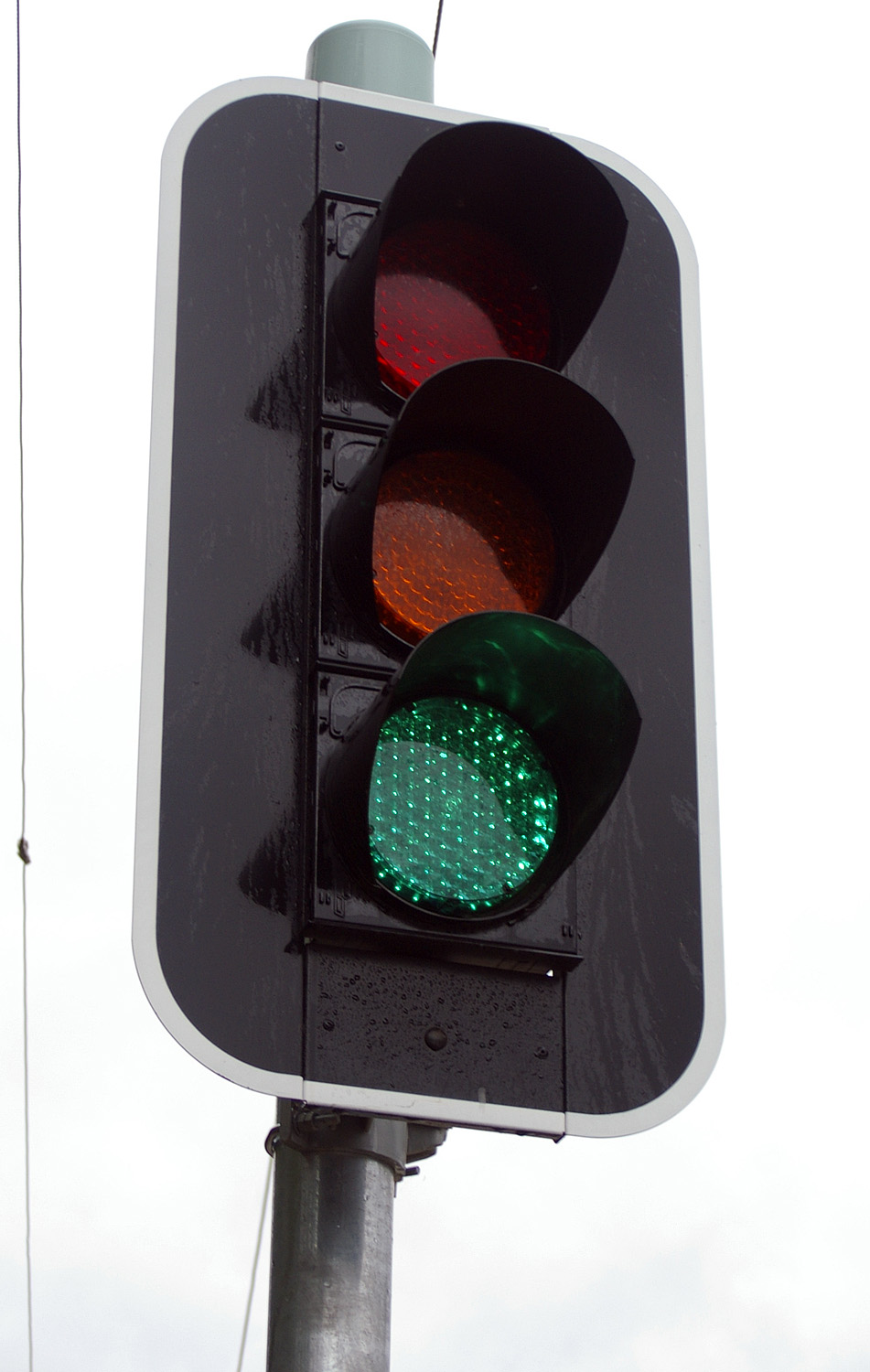
Los semáforos se ponen en verde para indicar "siga adelante".

Dar luz verde (en inglés: Greenlight) es dar permiso o autorización para seguir adelante con un proyecto. El término es una referencia al color verde de un semáforo, que indica "seguir adelante". En el contexto de las industrias del cine y televisión, dar luz verde a algo es aprobar formalmente su financiamiento de producción y comprometerse con este financiamiento, permitiendo así que el proyecto avance desde la fase de desarrollo a la preproducción y la fotografía principal.
El poder de dar luz verde a un proyecto generalmente se reserva a aquellos en un rol de gestión financiera dentro de una organización. El proceso de pasar de tono un proyecto a luz verde se formó en base de un exitoso programa de telerrealidad titulado Project Greenlight.
En los cinco grandes estudios de cine de los Estados Unidos y en las mini-grandes, el poder de la luz verde se ejerce generalmente por los comités de los ejecutivos de alto nivel de los estudios. Sin embargo, el presidente del estudio, el presidente o el director ejecutivo suele ser la persona que emite el juicio final. Para los presupuestos de películas más grandes que involucran varios cientos de millones de dólares estadounidenses, el director ejecutivo o el director de operaciones del conglomerado matriz del estudio pueden tener la autoridad final sobre la luz verde.